# Margorabbia
Il Margorabbia è un torrente situato in provincia di Varese.

## Percorso

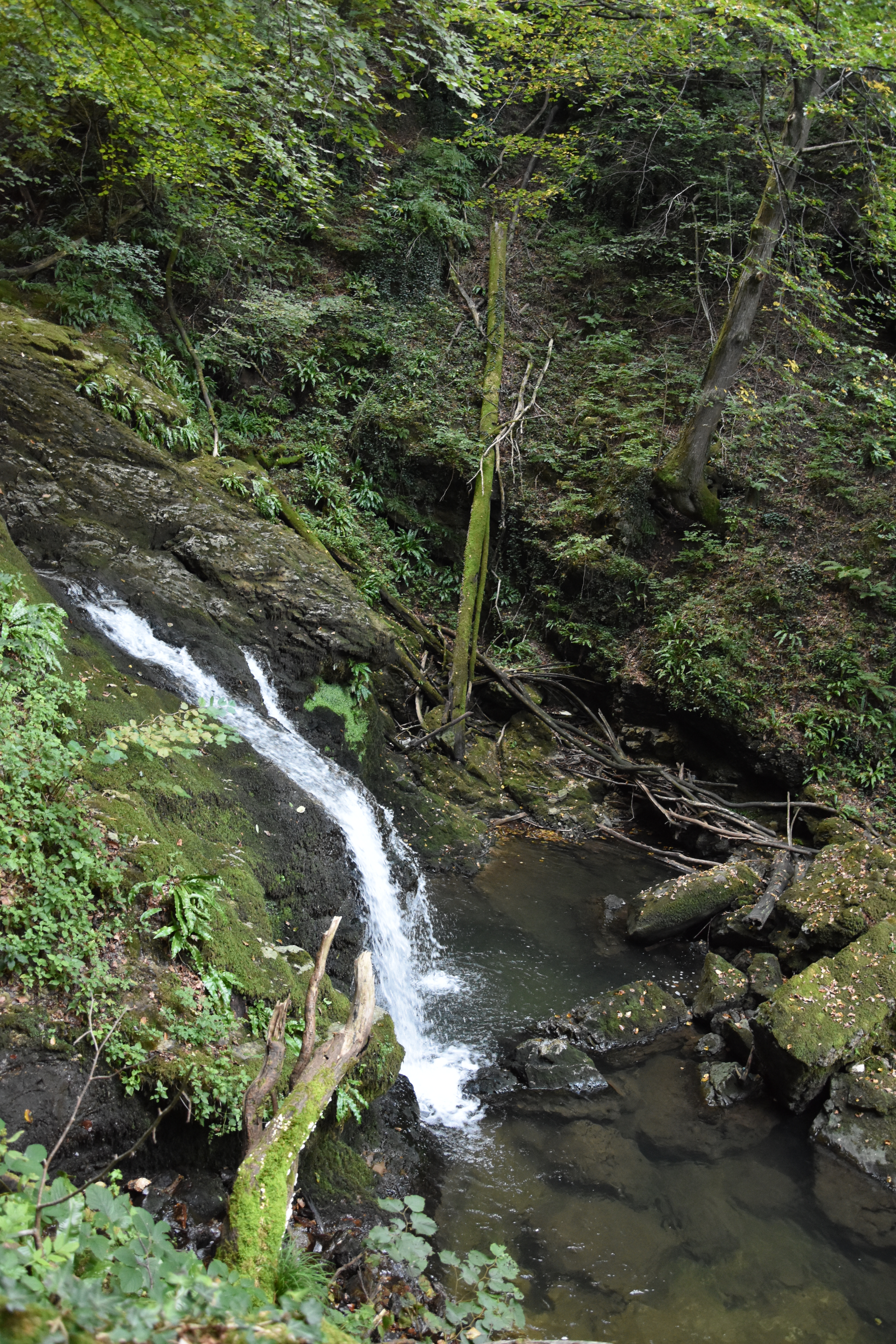
Il Margorabbia dopo essere fuoriuscito dalla parte dell'Orrido di Cunardo chiamata Antro dei morti

Nasce in Valganna, sgorgando pochi metri più a nord delle fonti del ramo sorgentizio orientale del fiume Olona. In comune con l'Olona, il Margorabbia ha la zona delle sorgenti, ma dopodiché i corsi d'acqua si sviluppano in senso inverso. L'Olona solca la bassa Valganna in direzione nord-sud, andandosi a congiungere con le acque provenienti dalle sorgenti della Val di Rasa. 
Il Margorabbia, scorre invece, in direzione sud-nord, andando a percorrere l'alta Valganna, in cui attraversa come immissario ed emissario alcuni laghetti della provincia (Lago di Ganna e Lago di Ghirla), continua il suo percorso nelle Prealpi varesine e, verso il paese di Cunardo, si inabissa in un sistema di grotte chiamate Pont Niv, Antro dei Morti, Grotte di Villa Radaelli e Grotte del Traforo.
Il torrente riemerge nei pressi del paese di Ferrera incassato in uno stretto labirinto, forma poi la cascata Fermora con un salto di 27 metri e continua poi il suo corso lungo la Valtravaglia, attraversando Grantola, Mesenzana e Germignaga, lungo il cui percorso si trova una pista ciclabile costruita di recente.
Non sfocia direttamente nel Lago Maggiore, ma poche centinaia di metri prima si congiunge con il fiume Tresa.

## Affluenti
Il torrente ha molti affluenti. Quelli di sinistra più importanti sono i torrenti Rancina e Chiesone (o Gesone), quelli di destra sono il Boggione, la Lisascora e la Grantorella.

## Regime idrologico e utilizzi

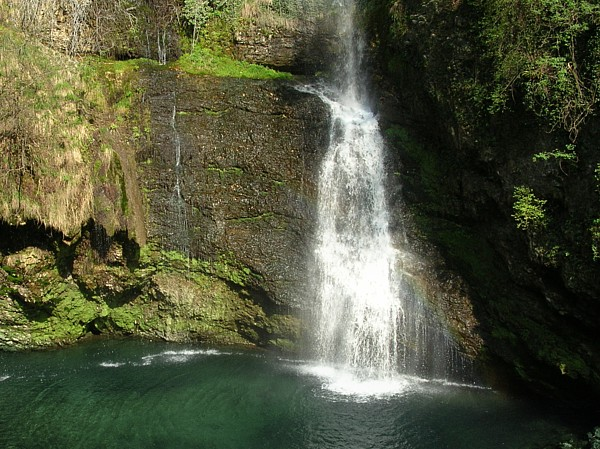
La cascata Fermona a Ferrera di Varese

Il Margorabbia è un torrente con una grossa portata d'acqua grazie al fatto di attraversare zone umide e carsiche. Per questo motivo difficilmente va in secca e sono nati, nel passato, lungo il suo percorso diverse attività manifatturiere come magli (noto è quello di Ghirla nel comune di Valganna), mulini e opifici vari.
Diversamente le piene, improvvise quanto furiose, del torrente sono state, e sono ancora, triste ricordo per gli abitanti della Valtravaglia. Spesso è stata causa di alluvioni e di distruzione di ponti. Oggi è stato meglio arginato, ma nonostante tutto, è ancora temuto.

## Il Margorabbia nella letteratura
Il torrente è stato menzionato dallo scrittore Piero Chiara in varie opere come nel racconto Quando cominciò il mercato di Luino o Il piatto piange.